# Eden (Vermont)
Eden es un pueblo ubicado en el condado de Lamoille en el estado estadounidense de Vermont. En el año 2010 tenía una población de 1.323 habitantes y una densidad poblacional de 7,95 personas por km².

## Geografía
Eden se encuentra ubicado en las coordenadas 44°42′41″N 72°32′25″O / 44.71139, -72.54028.

## Demografía
Según la Oficina del Censo en 2000 los ingresos medios por hogar en la localidad eran de $35,417 y los ingresos medios por familia eran $35,380. Los hombres tenían unos ingresos medios de $27,717 frente a los $21,705 para las mujeres. La renta per cápita para la localidad era de $13,391. Alrededor del 10.7% de la población estaba por debajo del umbral de pobreza.